# Ито, Ацуки
Ацуки Ито (яп. 伊藤 敦樹, род. 11 августа 1998) — японский футболист, полузащитник бельгийского футбольного клуба «Гент» и сборной Японии по футболу.

## Клубная карьера
Ацуки Ито родился 11 августа 1998 года в городе Урава (ныне Сайтама). С детства выступает в молодёжной академии «Уравы Ред Даймондс». После окончания учёбы в университета он вступил в основной состав «Уравы» в 2021 году.
В августе 2024 года Ито перешёл из «Уравы Редс» в бельгийский клуб «Гент» высшего дивизиона страны. Свой первый гол за Гент он забил в матче против Сент-Трюйден 7 декабря того же года.

## Стиль игры
Аналитик портала Total Footbal Analysis Марио Хусиллос в 2022 году высоко оценил оборонительные навыки Ацуки Ито. Он выиграл в 71 % оборонительных действий, хорошо показывает себя в низком и высоком блоке. Точность паса составляет 90 %.